# Abryna affinis
Abryna affinis là một loài bọ cánh cứng trong họ Cerambycidae.